# James Rowland Angell
James Rowland Angell (Burlington, 8 de mayo de 1869 – Hamden, 4 de marzo de 1949) fue un psicólogo y educador estadounidense. Angell fue presidente de la Universidad de Yale entre 1921 y 1937.

## Biografía y Educación
Angell nació en Burlington (Vermont), en una familia llena de académicos, hijo menor de James Burrill Angell, quien fuera presidente de la Universidad de Vermont. 
Angell se graduó de la Universidad de Míchigan en 1890, con énfasis en lógica y psicología, particularmente influenciado por John Dewey, quien era profesor allí y recientemente había publicado su libro Psicología (1887). Bajo la dirección de Dewey empezó estudios de posgrado en filosofía, economía e historia de los Estados Unidos durante un año, siendo de particular influencia un seminario dictado por el propio Dewey centrado en los recién publicados Principios de Psicología de William James. Obtuvo el título de maestría en 1891, y por sugerencia de Dewey fue entonces a la Universidad de Harvard donde recibió una segunda maestría en psicología en 1892, bajo la supervisión de William James, Josiah Royce y George Herbert Palmer. Al igual que muchos de sus contemporáneos, se dirigió a Alemania a completar sus estudios doctorales en Leipzig con Wilhelm Wundt y Oswald Külpe (con quienes su primo Frank Angell había estudiado antes), pero en vista de que sus laboratorios estaban copados, Angell decidió ir a Berlín en cambio, a estudiar con Hermann Ebbinghaus y Friedrich Paulsen. Un semestre después se mudó a Halle a tomar clases Benno Erdmann y Hans Vaihinger, con quienes completó una tesis doctoral que fue aceptada pero que nunca terminó de corregir gramaticalmente pues entonces recibió una jugosa oferta de la Universidad de Míchigan, la cual aceptó principalmente porque le permitiría casarse pronto con su prometida, Marion Isabel Watrous, regresando pues a los Estados Unidos sin haber obtenido un doctorado. Con Marion tuvo su único hijo, James Waterhouse Angell, quien fuera profesor de economía en la Universidad de Columbia. Tras un año en Míchigan, Angell recibió una oferta de la Universidad de Chicago, a donde Dewey había ido el año previo como director del departamento de filosofía. En 1905 Angell fue nombrado director del recién establecido departamento de psicología, cargo que mantuvo hasta 1920. En 1906 fue nombrado presidente de la Asociación Estadounidense de Psicología (APA). Angell empezó a alejarse de la psicología académica y a asumir posiciones más administrativas hasta que en 1920 fue nombrado presidente de la corporación Carnegie en Nueva York, y un año luego nombrado presidente de la Universidad de Yale, cargo que ostentó hasta su retiro en 1937. Su esposa murió en 1931, y un año después Angell volvió a casarse, esta vez con Katharine Cramer Woodman, quien fuera cofundadora y directora del Instituto Culinario de los Estados Unidos. Tras su retiro, fungió como consejero educativo para la NBC y como curador y director de varios museos.

## Psicología Funcional
Angell es más conocido como uno de los fundadores y principales promotores de la escuela psicológica del funcionalismo, que nació en Chicago bajo los auspicios de Angell, Dewey y George Herbert Mead, inspirada en la obra de William James y como una reacción a la escuela del estructuralismo impulsada por Edward Titchener. Mientras que el estructuralismo de Titchener se enfocaba casi exclusivamente en la descripción y el análisis de la conciencia, el funcionalismo de James y de Angell se enfocaba en el entendimiento del papel que la consciencia jugaba en la vida del individuo.
Mientras que Dewey se dedicó progresivamente más a la filosofía y la obra de Mead le acercó más a la sociología, fue Angell quien más precisamente formuló los lineamientos teóricos y conceptuales del funcionalismo, particularmente en su discurso inaugural como presidente de la Asociación Estadounidense de Psicología en 1906, titulado "The Province of Functional Psychology" (El Campo de la Psicología Funcional) en el que enfatizó tres puntos: (i) que la psicología funcional estaba interesada en operaciones mentales más que en elementos conscientes, y que tales operaciones mentales solo pueden ser consideradas en el contexto de un flujo de fuerzas biológicas que propenden por el ajuste al ambiente, (ii) que en consecuencia las funciones y procesos mentales ayudan a la supervivencia de los organismos, en particular en la forma de hábitos comportamentales, y (iii) que mente y cuerpo son inseparables y actúan como una unidad en la lucha por la supervivencia. Asumiendo pues un punto de vista evolutivo, el funcionalismo de Angell enfatizaba el propósito de las funciones mentales superiores y ubicaba a la psicología claramente en el campo de las ciencias biológicas.
Así pues, el funcionalismo como lo propusieron Angell, Dewey y otros proponía una psicología que usara métodos tanto introspectivos como objetivos en el estudio de la conciencia, entendida como un proceso psicofisiológico que tiene valor adaptativo en el ajuste del organismo a su ambiente, lo cual abrió el campo de la psicología a métodos no basados en la introspección como las pruebas psicológicas, la investigación en el comportamiento animal y el método experimental en general. De acuerdo con Angell, la conciencia aparece en circunstancias en las cuales los reflejos, instintos y hábitos del organismo son incapaces de ayudarle a solucionar un problema adaptativo. De esta manera, sensación, emoción, memoria y pensamiento deben todos tener un valor adaptativo, puesto que han sobrevivido en la evolución de la especie humana, con la conclusión última de que el comportamiento instintivo ocurrió originalmente en la forma de comportamiento consciente que a través de la repetición se hizo automático. Estos puntos de vista fueron desarrollados particularmente en su libro de texto Psicología: Un estudio introductorio de la estructura y funciones de la consciencia humana, publicado en 1904.